# Whispering Pines
Whispering Pines és una població dels Estats Units a l'estat de Carolina del Nord. Segons el cens del 2000 tenia 2.090 habitants.

## Demografia
Segons el cens del 2000, Whispering Pines tenia 2.090 habitants, 970 habitatges i 770 famílies. La densitat de població era de 266,3 habitants per km².
Dels 970 habitatges en un 14,6% hi vivien nens de menys de 18 anys, en un 76,7% hi vivien parelles casades, en un 2,4% dones solteres, i en un 20,6% no eren unitats familiars. En el 19,3% dels habitatges hi vivien persones soles el 13,3% de les quals corresponia a persones de 65 anys o més que vivien soles. El nombre mitjà de persones vivint en cada habitatge era de 2,15 i el nombre mitjà de persones que vivien en cada família era de 2,43.
Per edats la població es repartia de la següent manera: un 13% tenia menys de 18 anys, un 1,5% entre 18 i 24, un 13,9% entre 25 i 44, un 25,4% de 45 a 60 i un 46,2% 65 anys o més.
L'edat mediana era de 63 anys. Per cada 100 dones de 18 o més anys hi havia 91,4 homes.
La renda mediana per habitatge era de 60.035 $ i la renda mediana per família de 66.587 $. Els homes tenien una renda mediana de 48.906 $ mentre que les dones 33.750 $. La renda per capita de la població era de 33.086 $. Entorn del 0,5% de les famílies i l'1,2% de la població estaven per davall del llindar de pobresa.

## Poblacions més properes
El següent diagrama mostra les poblacions més properes.